# Eustaquio de Escandón y Barrón
José Eustaquio Luis Francisco de Escandón y Barrón (París, 27 de gener de 1862 – 1933) va ser un jugador de polo mexicà.
El 1900 va prendre part en els Jocs Olímpics de París, on guanyà la medalla de bronze en la competició de polo com a integrant de l'equip nacional mexicà, la primera que aconseguia Mèxic en uns Jocs Olímpics. En aquest equip també hi competien els seus germans Manuel i Pablo i Guillermo Hayden Wright.